# Llech Ronw

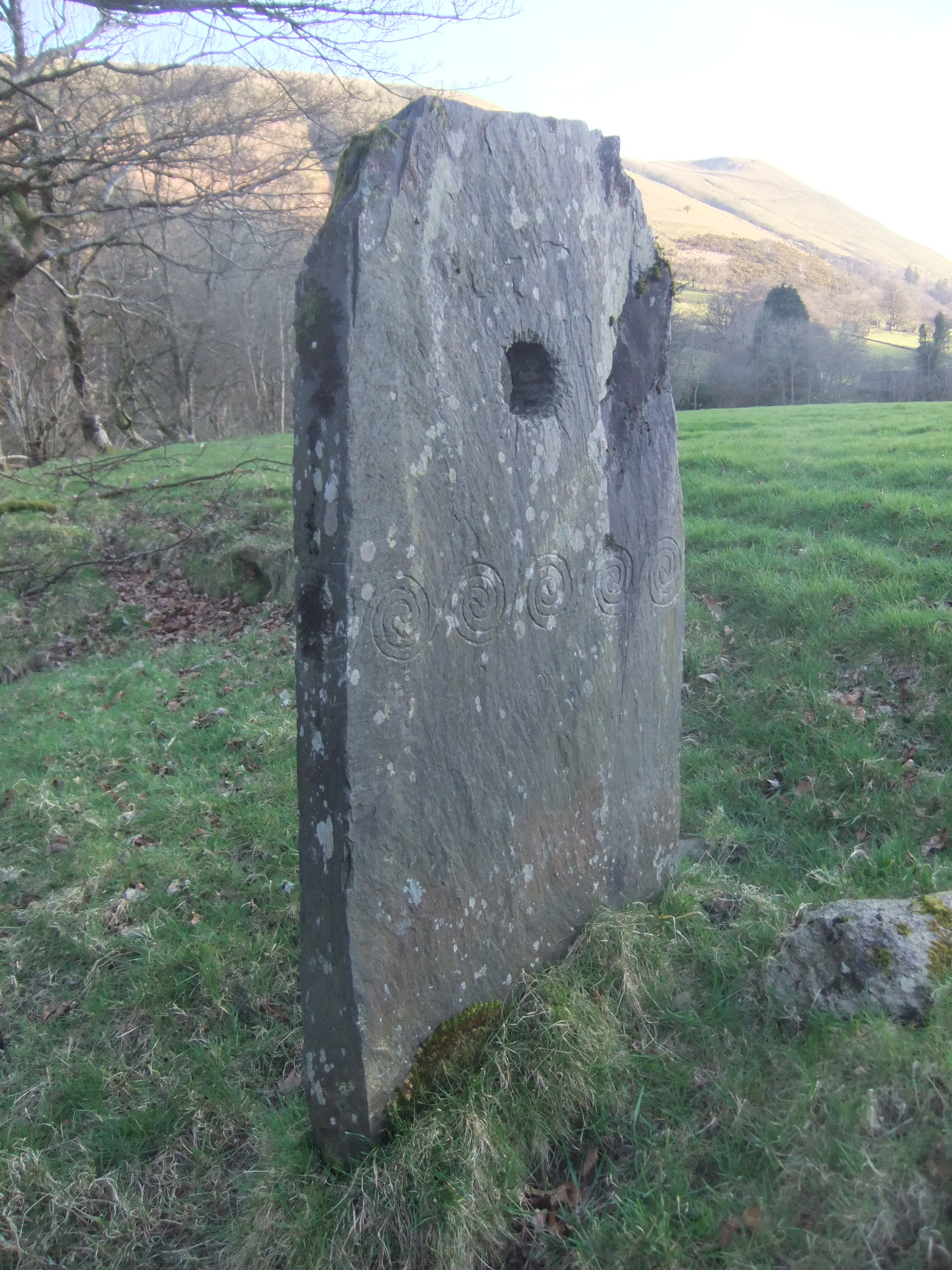
Llech Ronw

Der Llech Ronw (auch Slate of Gronw oder Stone of Goronwy genannt) ist ein mit einer Legende verbundener Lochstein, den Frank Ward 1934 im Bett des Flusses "Avon Cynfal" entdeckt haben soll. Der etwa 90 × 40 cm große Stein hat ein durchgehendes Loch von etwa 5,0 cm Durchmesser. Er steht heute auf der Farm Bryn Saeth in Blaenau bei Ffestiniog in Gwynedd in Wales.
Der Stein war wahrscheinlich von dem Bach aus seiner früheren Position abtransportiert worden. In der Ceunant Coch lebte eine Frau im Bauernhaus Llech Ronw, die bezeugte, den Stein in seiner ursprünglichen Position 150 Meter entfernt von ihrem Haus gesehen zu haben. Sie berichtete, dass dieser Stein, der damals schon umgefallen gewesen sei, das Grab von Goronwy Pebyr (Bedd Goronwy) markiert habe. Ein späterer Bericht bestätigte die Geschichte.

## Legende
Im vierten Kapitel der Mabinogion (der Geschichte von Mathe ap Mathonwy) wird Lleu Llaw Gyffes von seiner Frau Blodeuedd mit Goronwy Pebyr betrogen. Blodeuedd und Goronwy planen Lleu zu töten. Während Lleu am Ufer von Afon Cynfael ist, schleudert Gronw einen Speer auf ihn. Lleu ist schwer verwundet und flieht in Form eines Adlers. Später treffen die beiden wieder aufeinander und Gronw Pebyr sagt zu Lleu: „… lass mich den Stein zwischen uns auf den Wall legen.“ Lleu sagt: „… das werde ich dir nicht verweigern.“ Doch der Stein hält Lleus Speer nicht auf, der durch ihn hindurchgeht und Gronw tötet.